# トマス・ギルバート
トマス・ギルバート（英: Thomas Gilbert）は、18世紀イギリスの船乗り。ジョン・マーシャルとともに、イギリス東インド会社の帆船「シャーロット」号と「スカボロー」号で1788年にオーストラリアのボタニー湾へ囚人を移送した後、ギルバート諸島を探検し、アラヌカ島、クリア島、アベイアン島、タラワ島を発見した。
2隻はともに、初代ニューサウスウェールズ総督のアーサー・フィリップが指揮する第一艦隊に所属していた。1788年6月17日にギルバート諸島を発見したが、最初に発見した島については1941年の「ライフ」誌でサミュエル・モリソンが、おそらくアベママ島だろうが、アラヌカ島かもしれないと述べている。6月20日にはタラワ島に上陸した。彼が描いたスケッチが現在も残されている。
ギルバート諸島やキリバスの国名は、ギルバートに由来する。